# Kolagala, Heggadadevankote
Kolagala là một làng thuộc tehsil Heggadadevankote, huyện Mysore, bang Karnataka, Ấn Độ.